# Chilfrome
Chilfrome – wieś i civil parish w Anglii, w Dorset, w dystrykcie (unitary authority) Dorset. W 2001 civil parish liczyła 47 mieszkańców. Chilfrome jest wspomniana w Domesday Book (1086) jako Frome/Froma.